# Ludwik Sawicki (wojskowy)
Ludwik Sawicki (ur. 20 sierpnia 1893 w Leżajsku, zm. 30 października 1983) – podpułkownik artylerii Wojska Polskiego i Polskich Sił Zbrojnych.

## Życiorys
Był synem Antoniego i Heleny z Czyżewiczów. Miał dwie siostry Marie i Katarzynę. W Leżajsku ukończył Szkołę Ludową (podstawową). W latach 1904–1912 był uczniem Cesarskiego i Królewskiego Gimnazjum Wyższego w Jarosławiu. Po zakończeniu gimnazjum podjął studia prawnicze na Uniwersytecie Lwowskim.
Po wybuchu I wojny światowej został wcielony do cesarskiej i królewskiej Armii i skierowany do szkoły oficerskiej. Walczył na froncie rosyjskim, a następnie włoskim, gdzie dostał się do niewoli. Jego oddziałem macierzystym był Pułk Armat Polowych Nr 28 (w 1916 przemianowany na Pułk Haubic Polowych Nr 2, a w 1918 na Pułk Artylerii Polowej Nr 102). W czasie służby w c. i k. awansował na kolejne stopnie w korpusie oficerów rezerwy artylerii polowej i górskiej: podporucznika (starszeństwo z 1 stycznia 1916) i porucznika (starszeństwo z 1 lutego 1918).
Po zwolnieniu z niewoli udał się do Francji, gdzie wstąpił do Błękitnej Armii generała Józefa Hallera. Wraz z tą armią w maju 1919 wrócił do Polski. Jako porucznik w składzie 12 pułku artylerii polowej wziął udział w wojnie polsko-bolszewickiej. Za męstwo został odznaczony Krzyżem Walecznych.
W czerwcu 1927 został przeniesiony z 12 do 21 pułku artylerii lekkiej w Białej na stanowisko dowódcy III dywizjonu. W marcu 1930 został przesunięty na stanowisko kwatermistrza. 11 kwietnia 1933 roku został przeniesiony do 9 pułku artylerii lekkiej w Białej Podlaskiej na stanowisko dowódcy III dywizjonu, detaszowanego w Berezie Kartuskiej. 27 czerwca 1935 roku został mianowany podpułkownikiem ze starszeństwem z dniem 1 stycznia 1935 roku i 7. lokatą w korpusie oficerów artylerii. Z dniem 15 sierpnia 1935 roku został przeniesiony do 20 pułku artylerii lekkiej w Prużanie na stanowisko zastępcy dowódcy pułku. 16 lutego 1938 roku objął dowództwo 7 dywizjonu artylerii konnej.
Ppłk Ludwik Sawicki dowodził 7 dak w trakcie kampanii wrześniowej 1939 roku. Ranny w szyję 1 września, doprowadził dywizjon przez bitwę nad Bzurą, Puszczę Kampinoską przy stracie zaledwie jednej armaty i jaszcza, 20 września 1939 roku do Warszawy (ze wspomnień gen. bryg. Romana Abrahama: Od pierwszych dni wojny w dowódcy 7 dywizjonu artylerii konnej i świetnie zgranym zespole tego oddziału miałem najsilniejsza podporę i gwaranta powodzenia w boju. Pełne wzajemne zrozumienie, pasja jak najszybszego starcia z nieprzyjacielem i otwarcie ognia bez względu na warunki były cechą wszystkich żołnierzy dywizjonu. Należą im się słowa gorącego uznania za Walewice, Psary – Polesie, Brochów i Zamość, za umiejętność scentralizowanego działania dywizjonu, za żywienie ognia; nigdy nie zabrakło nam amunicji). 29 września 1939 roku wraz z obrońcami stolicy dostał się do niewoli niemieckiej. Za udział w kampanii wrześniowej ppłk Ludwik Sawicki został odznaczony Krzyżem Srebrnym Orderu Virtuti Militari. W latach 1939–1945 przebywał w Oflagu VII A Murnau. Uwolniony z niewoli 29 kwietnia 1945 roku.
Po wyzwoleniu w kwietniu 1945 wstąpił do PSZ. 18 maja 1946 roku został dowódcą 16 pułku artylerii lekkiej. Pułkiem tym dowodził do 1947 roku, kiedy to wrócił do Polski. 
Jako byłego oficera II Rzeczypospolitej spotkały go szykany ze strony ówczesnych władz. Nie mógł znaleźć pracy, którą wreszcie znalazł w tartaku w Leżajsku. W tartaku tym pracował do emerytury w 1959 roku. Świadczenia kombatanckie otrzymał dopiero w 1977 roku. Będąc na emeryturze, włączył się w prace społeczne miasta Leżajska, był członkiem Prezydium Miejskiej Rady Narodowej oraz przewodniczącym Komisji Kontroli Społecznej. Propagował sport, z jego inicjatywy powstał klub sportowy „Pogoń Leżajsk”, którego został pierwszym prezesem.
Ludwik Sawicki w 1929 roku zawarł związek małżeński z Wandą Bieniaszewską, z którą miał córkę Alinę (ur. 1931).

## Ordery i odznaczenia
- Krzyż Srebrny Orderu Virtuti Militari nr 13302
- Krzyż Oficerski Orderu Odrodzenia Polski
- Krzyż Kawalerski Orderu Odrodzenia Polski
- Krzyż Walecznych (czterokrotnie)[10]
- Złoty Krzyż Zasługi (19 marca 1937)[11]
- Medal Niepodległości (10 grudnia 1931)[12]
- Medal „Za udział w wojnie obronnej 1939”
- Srebrny Medal za Długoletnią Służbę
- Brązowy Medal za Długoletnią Służbę
- Brązowy Medal Zasługi Wojskowej z mieczami na wstążce Krzyża Zasługi Wojskowej (Austro-Węgry)[13]
- Krzyż Wojskowy Karola (Austro-Węgry)[13]